# Germaniawerft
Fried. Krupp Germaniawerft, spesso semplicemente Germaniawerft, è stato un cantiere navale tedesco con sede a Kiel e uno dei più importanti costruttori di U-Boot nel corso della seconda guerra mondiale.

## Storia
Il cantiere è stato impiantato nel 1867 con la denominazione Norddeutsche Schiffbau-Gesellschaft presso Kiel e nel 1867 nello stabilimento venne costruito lo yacht SMS Hohenzollern del Kaiser Guglielmo II.
In seguito a bancarotta nel 1879 venne venduto e divenne proprietà della Märkisch-Schlesischen Maschinenbau und Hütten-Aktiengesellschaft e in seguito a nuovi problemi finanziari alla fine del 1882 venne fondata una nuova compagnia con la denominazione Schiff und Maschinenbau Germania.
Nel 1896 il cantiere venne rilevato dai Krupp e nel 1902 assunse la denominazione Friedrich Krupp Germaniawerft.
Negli anni precedenti il primo conflitto mondiale vennero costruite varie unità per la Kaiserliche Marine e nel corso del conflitto nel cantiere vennero costruiti 84 U-Boot. Negli anni precedenti la seconda guerra mondiale e durante il conflitto vennero realizzate svariate navi per la Kriegsmarine, tra cui l'incrociatore Prinz Eugen e sommergibili delle classi Tipo U 139, Tipo I, Tipo II, Tipo VII, Tipo X, Tipo XXIII, Tipo UB, Tipo UC, con l'ultimo sommergibile varato il 26 aprile 1945.
Dopo la guerra il cantiere, gravemente danneggiato, venne smantellato dagli Alleati tra le proteste della popolazione. Alla fine degli anni sessanta il terreno dove sorgeva il cantiere venne acquistato dalla Howaldtswerke-Deutsche Werft e nello stabilimento sono state realizzate varie classi di sottomarini per diverse marine militari, tra cui gli U-212 sviluppati sulla base di un comune progetto con la Fincantieri, assieme ai battelli della Marina Militare italiana costruiti nello stabilimento del Muggiano.